# 주관적 행복감

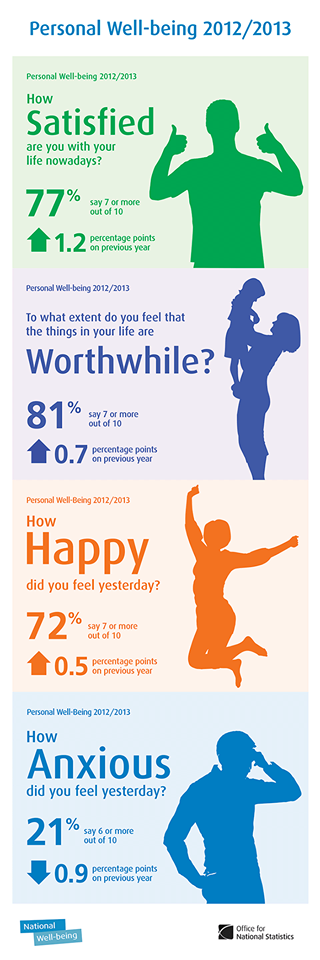
영국의 개인 웰빙 2012-13

주관적 행복감(Subjective well-being, SWB)은 일반적으로 설문지를 통해 얻은 웰빙에 대한 자가 보고 척도이다.
에드 디너는 1984년에 SWB의 3자 모델을 개발했다. 이 모델은 사람들이 삶의 질을 어떻게 경험하는지 설명하고 정서적 반응과 인지적 판단을 모두 포함한다. 이는 "웰빙의 세 가지 뚜렷하지만 종종 관련된 구성 요소, 즉 빈번한 긍정적 영향, 드물게 부정적인 영향, 삶의 만족도와 같은 인지적 평가"를 가정한다. SWB는 '즐거운 감정과 기분이 높고, 부정적인 감정과 기분이 낮고, 삶의 만족도가 높다' 등을 포괄하는 포괄적인 이념이다.
따라서 SWB는 기분과 감정뿐만 아니라 삶의 일반 및 특정 영역에 대한 만족도 평가도 포함한다. SWB는 행복의 한 정의이다.
SWB는 시간이 지나도 안정적인 경향이 있고 성격 특성과 밀접한 관련이 있지만 SWB의 감정적 구성 요소는 상황에 따라 영향을 받을 수 있다. 예를 들어, 코로나19 팬데믹이 시작되면서 정서적 웰빙이 74% 감소했다. 좋은 건강은 더 큰 행복과 연관되는 경향이 있기 때문에 건강과 SWB가 서로 영향을 미칠 수 있다는 증거가 있으며, 많은 연구에서 긍정적인 감정과 낙관주의가 건강에 유익한 영향을 미칠 수 있다는 사실이 밝혀졌다.

## 같이 보기
- 성격심리학
- 몰입
- 행복